# إينيل بولينيس
إينيل بولينيس (بالإنجليزية: Eniel Polynice)‏ مواليد 18 مايو 1988 في ساراسوتا، هو لاعب كرة سلة أمريكي. بدأ مسيرته الاحترافية في سنة 2011. يلعب في الدوري الفرنسي لكرة السلة الدرجة الثانية كلاعب هجوم خلفي. يحمل الرقم 14. يبلغ طوله 6 قدم 5 بوصة (2.0 م). لعب مع لوس أنجلوس ديفيندرز في دوري الرابطة الوطنية لفئة التطوير وأتلتيكوس دي سان جرمان في دوري بورتوريكو لكرة السلة.